# Purification sexuelle
La « purification sexuelle », ou parfois « nettoyage sexuel », est une tradition controversée, pratiquée dans certaines régions d'Afrique. Il s'agit de forcer un rapport sexuel ritualisé après l'arrivée des premières règles, après être devenue veuve ou après un avortement, généralement par un homme (surnommé « hyène ») qui est rémunéré pour cela,. La purification sexuelle peut cependant être aussi effectuée par un futur mari. Elle est également pratiquée, plus rarement, auprès de femmes adultes, mariées ou veuves, à titre thérapeutique (infertilité, hystérie…).

## Localisation de la pratique
Cette pratique est notamment pratiquée dans certaines régions du Kenya, de la Zambie, de l'Ouganda, de la Tanzanie, du Mozambique, de l'Angola, de la Côte d'Ivoire, du Congo, du Nigeria et, plus particulièrement, du Malawi.
Au Malawi par exemple, dans les districts de Chikwawa et de Nsanje, la hyène est une position traditionnelle détenue par un homme qui initie les jeunes femmes à l'âge adulte par le sexe. Une hyène (fisi) est payée pour avoir des relations sexuelles avec de jeunes femmes généralement âgées de douze à dix-sept ans, dans le cadre d'un rite de passage appelé kusasa fumbi (« brosser la poussière »). Ce rite dure trois jours et la hyène est payée quelques dollars à chaque fois. Ce rite de passage est censé prévenir la maladie ou faciliter la procréation mais entraîne, au-delà du fait qu'il s'agit d'un viol contractualisé, des cas de transmission de maladies telles que le SIDA, ou engendre des naissances non souhaitées. En effet, comme le rituel nécessite l'échange de fluides sexuels, les préservatifs ne doivent pas être utilisés. Au Malawi, ce sujet est tabou depuis la condamnation de la hyène séropositive Eric Aniva en novembre 2016, un procès très médiatisé à l'époque,, faisant suite à un documentaire britannique le mettant en avant. Un décret passé en 2013 a rendu illégales la majorité des traditions locales de ce type.